# 楼台乡
楼台乡，是中华人民共和国湖北省十堰市竹山县下辖的一个乡镇级行政单位。

## 行政区划
楼台乡下辖以下地区：
楼台村、塔院村、兴旺村、挡鱼村、马岭村、白莲村、官坪村、安场村、塔坪村、西坡村、金坪村、安坪村、庙湾村、三台村和肖家沟村。